# Ograniczenia
Ograniczenia (ang. The Limit Of) – irlandzki dreszczowiec z 2018 roku w reżyserii Alana Mulligana, z Laurence’em O’Fuarainem i Sarah Carroll w rolach głównych.

## Premiera
Film miał swoją światową premierę podczas festiwalu filmowego Tucson Film & Music Festival w Stanach Zjednoczonych 7 października 2018 roku. Do sieci kin w Irlandii trafił 5 kwietnia 2019.

## Fabuła
Akcja filmu rozgrywa się w Irlandii w czasach współczesnych. Młody bankowiec, opiekujący się owdowiałą matką, odkrywa, że jego rodzinny dom zostanie przejęty przez bank. Postanawia temu zapobiec. Jego plan zostaje odkryty przez współpracowniczkę.

## Obsada
W filmie wystąpili m.in.:
- Laurence O’Fuarain jako James Allen
- Sarah Carroll jako Alison Leonard
- Ally Ni Chiarain jako Molly Allen
- Sonya O’Donoghue jako Margaret O’Connell
- Tom Lawlor jako dr Frank Davey
- Richard Wall jako Finton Allen
- Des Carney jako Andrew Cullen
- David Murray jako dr Alan Ryan
- Amy Hughes jako Emily

## Nominacje i nagrody (wybrane)
- Golden Eye Festival 2018
  - nominacja: Grand Prize[4]
- Irish Film and Television Awards 2018
  - nominacja: Najlepsza aktorka drugoplanowa – Sarah Carroll[4]
- Oaxaca FilmFest 2018
  - nominacja: Best Emergence Feature – Alan Mulligan[4]
- Woods Hole Film Festival 2018
  - wygrana: Nagroda dla najlepszego początkującego filmowca – Alan Mulligan[4]